# نقص فبرينوجين الدم الخلقي
نقص فبرينوجين الدم الخلقي هو اضطرابٌ نادر يكون فيه أحد الجينات الثلاثة المسؤولة عن إنتاج الفبرينوجين، وهو عامل مهم لتخثر الدم، غير قادر على صنع فبرينوجين (بروتين سكري) وظيفي بسبب طفرة وراثية. نتيجةً لذلك، تنتج خلايا الكبد، وهي الموقع الطبيعي لإنتاج الفبرينوجين، كميات صغيرة من بروتين التخثر الأساسي هذا، وتكون مستويات الفبرينوجين في الدم منخفضة، وقد يصاب الأفراد الذين يعانون من هذا الاضطراب باعتلال خثري، أي تأهب أو ميل لحدوث نوب نزيف غير طبيعي. مع ذلك، قد يعاني المصابون بنقص الفبرينوجين الخلقي أيضًا من نوب ناتجة عن تشكل جلطة دموية بشكل غير طبيعية، أي حالات الخثار. قد يكون هذا الميل المتناقض لحدوث خثار في مرض يسبب انخفاضًا في بروتين هام لتخثر الدم ناتجًا عن وظيفة الفايبرين (ناتج انشطار الفبرينوجين الذي يعد أساس تكون جلطات الدم) في تعزيز تحلل أو تفكك جلطات الدم. قد تحد مستويات الفايبرين المنخفضة من تحلل رواسب خيوط الفيبرين الأولية فتسمح لهذه الرواسب بالتحول إلى جلطات.
يجب التمييز بين نقص فبرينوجين الدم الخلقي والحالات التالية: أ) فقد فبرينوجين الدم الخلقي، وهو اضطراب نادر تكون فيه مستويات الفبرينوجين في الدم إما منخفضة للغاية أو غير قابلة للكشف بسبب الطفرات في كل من جيني الفبرينوجين؛ ب) خلل اصطناع فبرينوجين الدم الخلقي، وهو اضطراب نادر تسبب فيه طفرة جينية واحدة أو أكثر انخفاضًا في مستويات الفبرينوجين في الدم، وبعضها على الأقل غير وظيفي، ما يساهم في حدوث نزيف حاد؛ ج) نقص فبرينوجين الدم المكتسب، وهو اضطراب غير وراثي تكون فيه مستويات الفبرينوجين في الدم منخفضة لأسباب مثل أمراض الكبد الحادة أو بسبب الاستهلاك المفرط للفبرينوجين الناتج مثلًا عن التخثر المنتشر داخل الأوعية.
تؤدي بعض الطفرات الجينية التي تسبب نقص فبرينوجين الدم الخلقي إلى تعطيل قدرة خلايا الكبد على إفراز الفبرينوجين. في هذه الحالات، يحافظ الجين غير الطافر على الفبرينوجين في الدم ضمن مستويات منخفضة ولكن الجين الطافر ينتج الفبرينوجين الذي يتراكم في خلايا الكبد أحيانًا لدرجة أنه يصبح سامًا، وقد يحدث مرض الكبد نتيجة متلازمة تسمى داء اختزان الفبرينوجين.

## العلامات والأعراض
غالبًا ما يفتقر المصابون بنقص فبرينوجين الدم الخلقي إلى أي أعراض يمكن الكشف عنها بالفحوصات المخبرية الروتينية للفبرينوجين أو عند فحصه لأن أقارب الفرد لديهم أعراض نقص فبرينوجين الدم. في الواقع، تشير الدراسات إلى أنه من بين أفراد الأسرة الذين يعانون من طفرة نقص فبرينوجين الدم الخلقي، لا تظهر الأعراض لدى البعض أبدًا، بينما تظهر لدى آخرين فقط بعد البلوغ.

## العلاج

### الحالات العرضية
يجب علاج المصابين بنقص فبرينوجين الدم والذين لديهم تاريخ من النزيف المفرط في مركز متخصص في علاج الهيموفيليا مع تجنب جميع الأدوية التي تتداخل مع وظيفة الصفيحات الدموية الطبيعية. أثناء نوب النزيف، يجب العلاج بمركزات الفبرينوجين أو، في حالة عدم توفرها، التسريب بالبلازما المتجمدة الجديدة و/أو الرسابة البردية (جزء من البلازما غني بالفبرينوجين) للحفاظ على مستويات الفبرينوجين النشط > 1 غ/لتر.
يجب أيضًا علاج المصابين بنقص فبرينوجين الدم الذين يعانون من تجلط الدم العرضي في مركز متخصص في علاج الهيموفيليا. تشمل التوصيات القياسية لهؤلاء الأفراد استخدام عوامل مانعة للخثار وأن يتم إرشادهم بشأن الأساليب السلوكية المضادة للتخثر في الحالات عالية الخطورة (كما في الرحلات الطويلة بالسيارة والرحلات الجوية الطويلة). يجب معالجة نوب الجلطات الوريدية الحادة باستخدام الهيبارين منخفض الوزن الجزيئي لفترة تعتمد على التاريخ الشخصي والعائلي. يجب أن يخلو العلاج الوقائي قبل الجراحات الصغرى من مكملات الفبرينوجين وأن يشمل تدابير منع تخثر الدم؛ أما قبل الجراحات الكبرى، يجب استخدام مكملات الفبرينوجين فقط في حالة حدوث نزيف خطير؛ خلاف ذلك، يوصى باتخاذ تدابير وقائية لمنع تخثر الدم.